# András Kuttik
András Kuttik, o, a seconda delle fonti, Kutik (Budapest, 23 maggio 1896 – Agno, 2 gennaio 1970), è stato un calciatore e allenatore di calcio ungherese.

## Carriera

### Giocatore
Giocò nei ruoli di centromediano e mezzala nel 33 F.C. Budapest prima di trasferirsi in Italia, dove vestì le maglie di Pro Patria e Legnano. Nel campionato di Prima Divisione 1926-1927, svolgendo il doppio incarico di giocatore e allenatore, guidò la Pro Patria alla storica promozione in Divisione Nazionale, prima di trasferirsi al Legnano nella stagione successiva sempre come giocatore e allenatore.

### Allenatore

Kuttik, a destra, con il collega Costantino a Bari, nel 1947.

Dopo aver allenato il Verona in Serie B dal 1929 al 1932, il Perugia nella Prima Divisione 1932-1933 – portando i grifoni, per la prima volta nella loro storia, in serie cadetta –, il Cagliari in B e la Reggina in Prima Divisione, nonché il Bari di cui fu tecnico in diversi campionati, allenò l'Aquila nel 1936-1937 per riorganizzare una squadra ferita dall'incidente ferroviario di Contigliano, nel quale morì il suo predecessore Attilio Buratti mentre la squadra stava partendo per la trasferta di Verona.
Guidò quindi la Lucchese nella stagione 1940-1941; l'anno dopo allenò i galletti baresi nel girone di andata del campionato di Serie B, mentre in quello di ritorno fu chiamato a sostituire Tony Cargnelli alla guida del Torino, dove introdusse la tattica del Sistema contribuendo a porre le basi del Grande Torino. Nel 1942-1943 si dimise dopo la tredicesima giornata di campionato e fu sostituito da Antonio Janni, con la squadra che al termine della stagione conquistò il suo secondo scudetto e la Coppa Italia, prima squadra italiana a vincere nella stessa stagione le due competizioni.
Nella stagione 1949-1950 allenò il Foggia ma venne esonerato il 30 ottobre e sostituito da Vincenzo Marsico; tornò sulla panchina rossonera il 28 novembre, per poi essere sostituito nuovamente da Marsico il 16 marzo. All'inizio della stagione 1951-1952 andò ad allenare in Messico il Guadalajara, mentre nel 1959-1960 guidò il Beşiktaş alla vittoria del campionato turco.

## Palmarès

### Allenatore

#### Competizioni nazionali
- Prima Divisione: 2

Pro Patria: 1926-1927
Perugia: 1932-1933
- Campionato italiano di Serie B: 1

Bari: 1941-1942
- Campionato turco: 1

Besiktas: 1959-1960